# Porto d'Ascoli
Porto d'Ascoli è una località delle Marche, quartiere di San Benedetto del Tronto, situato presso la foce del fiume Tronto. Possiede anche una stazione ferroviaria, sulla linea adriatica Pescara-Ancona.

## Geografia fisica
Situato nella zona a sud della città di San Benedetto del Tronto, sorge lungo il tracciato dell'antica strada consolare Via Salaria, della quale è il punto di arrivo, e Via del Mare, che collega l'entroterra al mare Adriatico. Si estende tra il quartiere Ragnola, che prende il nome dall'omonimo torrente, e la Sentina.

## Storia
Nel nome ricorda la concessione di Federico II del 1245, fatta alla città di Ascoli, per la costruzione di un porto alla foce del Tronto.
Porto d'Ascoli apparteneva allo Stato della Chiesa e rientrava nella provincia denominata Marca Fermana; il suo territorio giungeva al Tronto, secolare confine col Regno di Napoli, poi Regno delle Due Sicilie. Infatti vicino all'antico ponte di barche alla foce del fiume Tronto, nel 1847 fu posto l'ultimo cippo di confine (il numero 649) che indicava il confine tra gli stati pontifici e il regno delle Due Sicilie. Questi cippi in pietra, alti circa un metro e riportanti gli stemmi papali e borbonici, furono posti al confine fra i due Stati nel 1846 e 1847 partendo dalla foce del torrente Canneto (tra Fondi e Terracina) sul mar Tirreno e finendo appunto alla foce del Tronto sul mar Adriatico.
Nel 1935, mediante regio decreto, in attuazione dell'esito di un referendum dove l'80% dei cittadini di Porto d’Ascoli che è il primo atto previsto dalla legge per iniziare la pratica di separazione da Monteprandone. Il decreto di separazione e aggregazione controfirmato da Benito Mussolini porta la data del 16 luglio 1935, la frazione di Porto d'Ascoli fu staccata dal comune di Monteprandone e annessa al comune di San Benedetto del Tronto. L'accorpamento, che avvenne dopo molti vani tentativi precedenti, San Benedetto ne aveva rivendicato il territorio già nel giugno del 1861 e, successivamente, il 30 ottobre 1879, fu determinato da motivi di convenienza territoriale: San Benedetto infatti era all'epoca in piena espansione e aveva bisogno di spazio per il proprio sviluppo, e conoscendo quindi un intenso sviluppo legato alla produzione e alla commercializzazione dei prodotti ortofrutticoli. Porto d'Ascoli è la terza anima storica della città assieme al Paese Alto e alla "Marina". In quel periodo San Benedetto contava oltre 17 000 persone, mentre la frazione di Porto d'Ascoli si estendeva in area di 11,7 km², contava 458 famiglie e poco più di 2 500 persone.
(Giuliano Bellezza, descrizione in San Benedetto del Tronto, studio di geografia urbana, 1966.)
Rimase frazione fino al 1961, anno in cui viene ufficialmente incorporata al nucleo urbano di San Benedetto del Tronto dall'ISTAT (in occasione del Censimento), divenendone parte integrante.
(Carlo Giorgini, ex sindaco di San Benedetto del Tronto, estratto della relazione del censimento generale della popolazione del 1961.)
Anche il Codice di Avviamento Postale di Porto d'Ascoli, contrassegnato dal n. 63037, con la riforma del settembre 2006, è stato abolito: da tale data, l'unico CAP in vigore per tutto il territorio comunale di San Benedetto del Tronto era il 63039. Dal 29 ottobre 2010 il nuovo CAP del comune è 63074. Dopo l'aggregazione a San Benedetto, ha conosciuto un forte sviluppo 
urbanistico e in molti settori quali turistico e ortofrutticolo.

## Monumenti e luoghi d'interesse

### Caserma pontificia
È ubicata al bivio tra la S.S. 16 Adriatica e la via del Mare, strada principale di Porto d'Ascoli. Edificio cinquecentesco fortificato a pianta quadrangolare con chiostro interno e portale d'ingresso in pietra, conserva ancora lo stemma in pietra della città di Ascoli ed è stata la sede di un'importante dogana pontificia presso il fiume Tronto, per secoli confine col Regno di Napoli divenuto poi Regno delle Due Sicilie. La struttura, in epoca recente, è stata in parte trasformata in luogo di ristorazione.

### Chiesa della Santissima Annunziata
Chiesa parrocchiale dal 1923, sorge lungo il tratto iniziale della Via Salaria, quando era sotto prepositura di Monteprandone. All'interno ci sono decorazioni pittoriche sambendettese Giuseppe Pauri. Nel 2016 era parzialmente inaccessibile a seguito dei danni provocati dopo il Terremoto del Centro Italia. Ristrutturata e riaperta alla comunità nell'autunno del 2019.

### Chiesa di Cristo Re
Di forma esagonale costruita con criteri dell'architettura moderna, è stata progettata nel 1955 dall’architetto Innocenzo Sabbatini. Consacrata il 29 giugno 1961 dal cardinale Luigi Traglia, aperta al pubblico il 2 luglio 1961. nel 1980 è stato completato il campanile dove vi sono 5 campane. Nel complesso parrocchiale sorge l'anfiteatro Karol Wojtyla, che può ospitare 500 persone.

### Torre guelfa
Si trova all'interno di una villa privata (Marchesi Laureati), ma si può scorgere dalla SS 16 Si tratta di una torre di difesa a base quadrata del XIV secolo con opera a sporgere costituita da beccatelli e piombatoi. Costituita in muratura a sacco con paramenti esterni ed interni in laterizio, faceva parte del forte ricostruito dalla città di Ascoli dopo il 1348, distrutta poi da Gentile da Mogliano, signore di Fermo.

### Lungomare

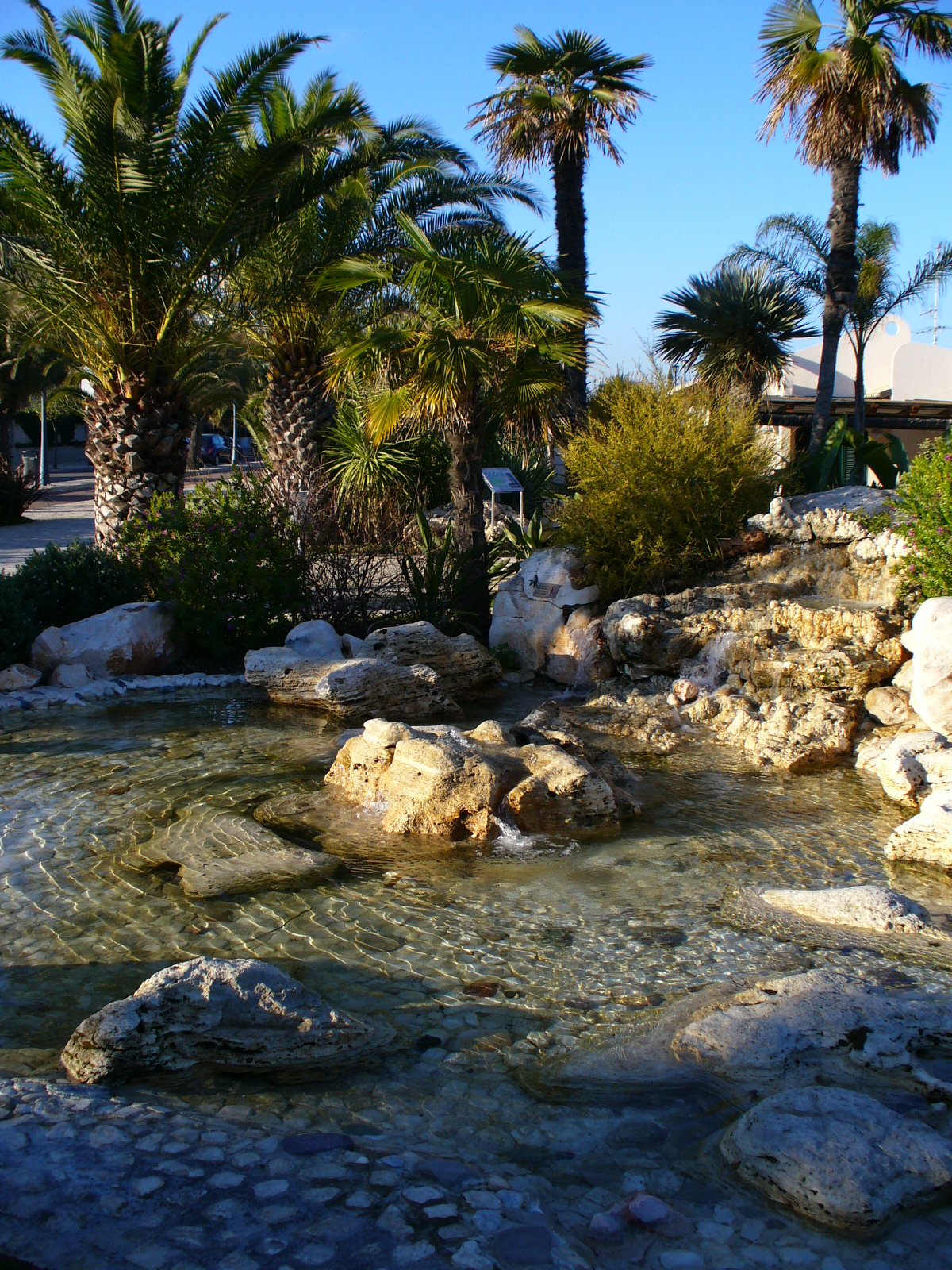
Giardino tematico

- Lungomare di San Benedetto del Tronto[27][28][29][30][31][32][33]

## Rivendicazioni di autonomia
Nel 1963, dopo il passaggio sotto il territorio comunale di San Benedetto avvenuto nel 1935, i cittadini residenti dell'allora frazione, hanno manifestato la volontà di diventare un comune autonomo; la richiesta fu respinta dal comune di San Benedetto. Nel 2022 i quartieri di Porto d'Ascoli, della zona sud della città di San Benedetto del Tronto, hanno manifestato per l'istituzione della Provincia Ascoli-San Benedetto. Nel 2023 è nata l'associazione denominata La Nuova Provincia Ascoli-San Benedetto.

## Sport

### Ginnastica artistica
La World Sporting Academy ha la propria sede di allenamento presso la tensostruttura per la ginnastica all'interno del centro sportivo "Sabatino D'Angelo", di cui rivendica la gestione.

### Calcio
La principale squadra di calcio del luogo è stata l' S.S.D. Porto d'Ascoli S.r.l., storica società dilettantistica sambenedettese fondata nel 1963, che militava nel campionato di Serie D. Il 23 giugno 2023 il titolo sportivo e la matricola del Porto d'Ascoli S.r.l.,  cambiano nome, colori sociali e diventano San Benedetto Calcio S.r.l. per poi trasformarsi in U.S. Sambenedettese, militando nel campionato di Serie D. Le altre squadre di calcio sono: A.S.D. Molo Sud e Agraria Club che militano entrambe in Seconda Categoria. Nel 2024 è nato il Porto d’Ascoli City Football Club che disputa il campionato di Terza Categoria.

## Economia

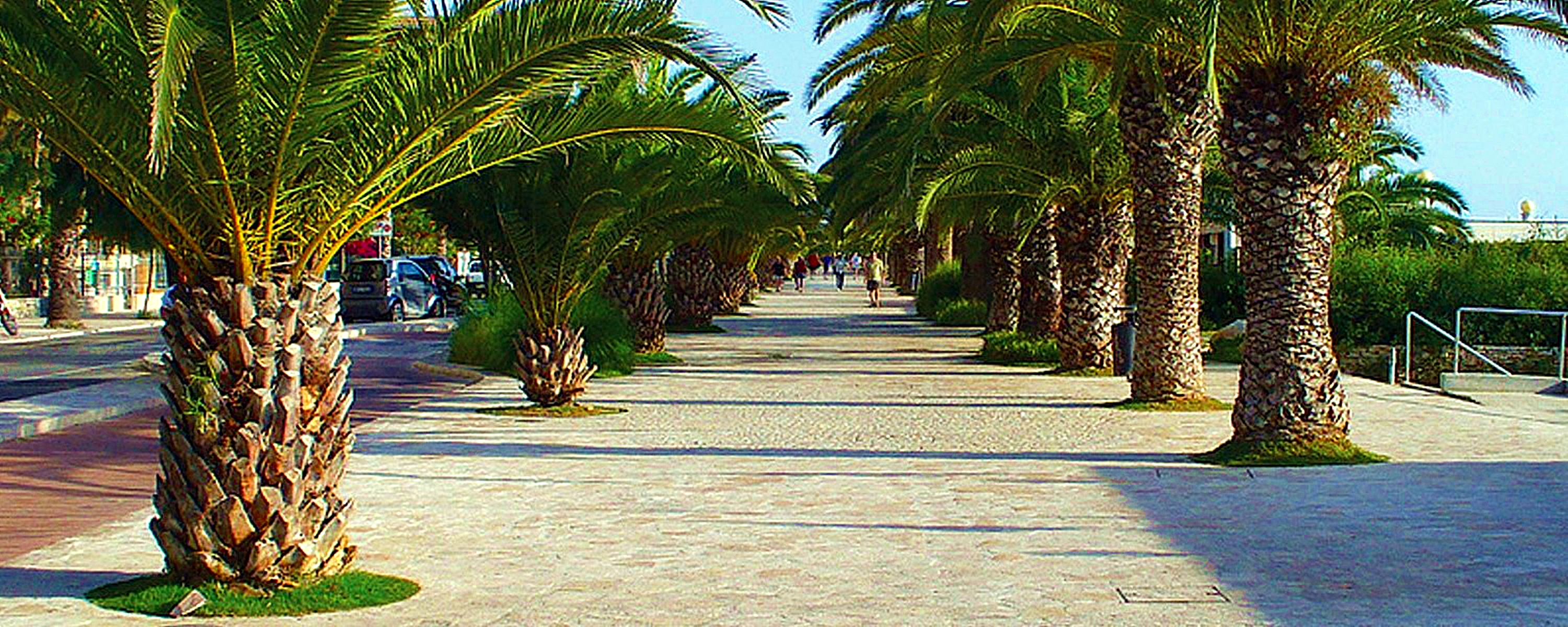
Lungomare sud nei pressi di Porto d'Ascoli

La principale fonte dell'economia è il turismo. Porto d'Ascoli infatti è una nota stazione balneare di San Benedetto del Tronto, veicolata dal marchio Riviera delle Palme. Sono presenti numerose aziende del settore agro-alimentare (soprattutto nel campo dei surgelati), che costituiscono un vero e proprio "distretto".

## Mobilità e trasporti

### Ferrovie
La stazione ferroviaria di Porto d'Ascoli, posta lungo ferrovia Adriatica, è località di diramazione della ferrovia Ascoli Piceno-San Benedetto del Tronto, servita dalle relazioni regionali Trenitalia svolte nell'ambito del contratto di servizio stipulato con la Regione Marche.

### Mobilità urbana
Il trasporto pubblico urbano e suburbano è gestito con autolinee della società START.